# Federico Smith
Federico Smith (Frederick Anthony Smith, Manhattan, New York, Estados Unidos, 1929 – Matanzas, Cuba, 1977) fue un compositor cubano de origen norteamericano.

## Datos biográficos
El compositor y profesor Federico Smith nació en Manhattan, Nueva York, el 2 de marzo de 1929.
Smith comienza sus estudios musicales en su país natal, y en 1950, viaja a México donde se radica durante los siguientes doce años. Allí prosigue sus estudios y ejerce como crítico musical de la revista "Política", una importante publicación Mexicana de izquierda. Esta participación refleja una tendencia ideológica que ya se había manifestado por su militancia en organizaciones comunistas en los Estados Unidos y sus estudios de la filosofía marxista.
En 1962, Smith viaja a La Habana, Cuba, invitado por el célebre actor y director mexicano Alfonso Arau con el propósito de colabrorar en el proyecto de reorganización del "Teatro Musical de La Habana", y allí permanecería hasta su fallecimiento en 1977. El proyecto del "Teatro Musical de La Habana" se proponía la creación de un espectáculo musical que integrara la pantomima, la danza, el canto y el music hall, partiendo de lo popular e inspirado en el estilo del vaudeville inglés, que estaba estrechamente ligado a la comedia musical. El trabajo de Smith incluía desde la composición de revistas musicales hasta la formación de los actores.
Por su habilidad profesional y sus profundos conocimientos de matemáticas, arte, política y otras disciplinas académicas, Federico Smith fue considerado como un destacado intelectual con rasgos de genialidad en su época; pero lamentablemente su trayectoria profesional, que incluyó la composición musical, la pedagogía y la crítica musical, fue negativamente influenciada por su marcada adicción al alcohol y el tabaco, que muy probablemente lo condujeron a una muerte prematura.
Smith vivió cerca de seis años en la provincia de Matanzas, desde mediados de 1971, hasta su fallecimiento en 1977; y en esa ciudad desarrollo una valiosa actividad profesional y creativa como compositor, profesor y director de orquesta.
El Maestro Smith fundó en Matanzas una agrupación llamada Siglo XX, con el propósito de "divulgar la música de nuestros días y de todos los tiempos, y en especial la música cubana y latinoamericana." Entre las actividades desarrolladas por esa organización cultural debemos mencionar la primera interpretación en Cuba de la obra Seis metamorfosis sobre Ovidio, para oboe solo, de Benjamín Britten, y la interpretación de La Historia del Soldado de Igor Stravinsky.
El fallecimiento de Federico Smith ocurrió en plena soledad, a los 48 años de edad, producido posiblemente por una bronconeumonía no atendida, aunque también es probable que se debiera al deterioro de su salud, ocasionado por el alcoholismo padecido por el compositor.

## Formación Académica
De acuerdo con un programa de concierto del grupo "Nueva Música de México", Federico Smith inició sus estudios de música en la ciudad de Los Ángeles, California, y en una planilla laboral él manifestaba que había concluido el tercer año de la universidad en 1949. En la biografía del compositor que se conserva en la Casa de las Américas, se mencionan unos estudios de piano cursados en Boston, con el profesor Klaus Goetzer.
Federico Smith viaja a México en 1950, país donde residió durante los siguientes doce años, entre el Distrito Federal y el Estado de Michoacán. En 1951, Smith matricula en el Conservatorio Nacional de Música de México donde realizó y concluyó sus estudios de composición musical, y a la vez fue miembro activo de la Sociedad de Alumnos. Él reconoció en Carlos Jiménez Mabarack a un valioso maestro comprometido con las jóvenes generaciones. Diversas síntesis biográficas señalan que sus estudios de composición y contrapunto fueron realizados bajo la dirección de Blas Galindo; los de análisis, con Rodolfo Halffter y los de instrumentación con José Pablo Moncayo.

## Profesor
Smith fungió como profesor de armonía, análisis musical, historia de la música y composición en la Escuela Nacional de Arte (Cuba), desde 1963 a 1966; y en ese centro educativo sirvió como guía y estímulo de muchos jóvenes músicos, que más tarde llegarían a ser grandes profesionales. Su interés por la utilización de modelos matemáticos en el análisis y la composición musical, ejerció una importante influencia en el desarrollo de técnicas de composición como el aleatorismo, la estocástica y la música electroacústica en Cuba.
Más tarde, entre 1969 y 1972, Smith formó parte del grupo de profesores que impartieron sustanciales conocimientos a los integrantes del Grupo de Experimentación Sonora del ICAIC.

## Compositor
Federico Smith compuso numerosas obras musicales para conciertos, radio, televisión y cine; las cuales se caracterizaron por su carácter innovador y experimental, y en 1966 colaboró como compositor y arreglista con el "Instituto Cubano de Radio, Cine y Televisión" (ICRT).

## Otras actividades
Durante su estancia en México, Federico Smith participó como compositor, profesor y articulista de la Escuela de Danza del Instituto Nacional de Bellas Artes; formó parte del Grupo Nueva Música de México, y convivió con las comunidades indígenas de la Sierra Purépecha en el Estado de Michoacán, donde desarrolló importantes estudios etnológicos. Él también desarrolló una activa labor como crítico en la sección de música de la revista "Política" entre diciembre de 1960 y 1962; y cursó estudios de matemática en la Universidad Autónoma de México (UNAM).

## Premios y reconocimientos
Federico Smith obtuvo los siguientes premios en el Concurso Nacional de Composición musical "26 de Julio":  
- 1969 – Premio de música sinfónica: Música para dos saxofones y orquesta

- 1971 – Premio de música de cámara: Música para orquesta No. 3

- 1973 – Premio de música coral: Versos sencillos

- 1975 - Premio de música sinfónica: Matanzas 281

- 1976 – Premio de música sinfónica: Carta abierta

- 1976 – Mención en música de cámara: Quinteto

## Lista parcial de obras
- Musicalización del show ¡Oh, la gente!

- Trio - oboe, guitarra y percusión

- Música para dos saxofones y orquesta

- Concierto - oboe y orquesta de cuerdas

- Carta abierta - orquesta de cuerdas y narrador; una musicalización de los versos sencillos de José Martí para coro mixto

- Bicinia - dos fagotes[5]

- Matanzas 281 - homenaje al doscientos ochenta y un aniversario de la ciudad de Matanzas - 1974 - para orquesta sinfónica, banda, coro, cuatro narradores, tambores

batá y medios electroacústicos